# 2013年10月臺灣
| << | 2013年10月 （民國102年） | >> |    |    |    |    |
| \| 日 \| 一 \| 二 \| 三 \| 四 \| 五 \| 六 \| \| \| \| 1 \| 2 \| 3 \| 4 \| 5 \| \| 6 \| 7 \| 8 \| 9 \| 10 \| 11 \| 12 \| \| 13 \| 14 \| 15 \| 16 \| 17 \| 18 \| 19 \| \| 20 \| 21 \| 22 \| 23 \| 24 \| 25 \| 26 \| \| 27 \| 28 \| 29 \| 30 \| 31 \| \| \| \| \| \| \| \| \| \| \| |                          |    |    |    |    |    |
| 臺灣新聞動態／維基新聞 |                          |    |    |    |    |    |
| 世界／中国大陆／臺灣 |                          |    |    |    |    |    |
| 日 | 一                       | 二 | 三 | 四 | 五 | 六 |
| |                          | 1  | 2  | 3  | 4  | 5  |
| 6 | 7                        | 8  | 9  | 10 | 11 | 12 |
| 13 | 14                       | 15 | 16 | 17 | 18 | 19 |
| 20 | 21                       | 22 | 23 | 24 | 25 | 26 |
| 27 | 28                       | 29 | 30 | 31 |    |    |
| |                          |    |    |    |    |    |

## 10月1日
- 由於衝突不斷，原訂9月30日舉行的第4場臺南鐵路地下化座談會，市府宣布取消。[1]

## 10月2日
- 劉政鴻因探望大埔事件逝世「張藥房」老闆張森文，被清大學生陳為廷拿鞋丟頭，經警方蒐證也確認後，劉政鴻以「妨害公務」和「公然侮辱」提起告訴。[2][3]

## 10月4日
- 2013雲林國際偶戲節登場，為期九天。[4]
- 高雄市左營區大中二路一棟大樓，4日晚間已使用14年的電梯發生暴衝事故，造成2死。事後檢方究責，發現是電梯煞車系統的來令片間距過大，至使煞車系統失效。[5]

## 10月8日
- 雲林縣政府擴大舉辦西螺大橋觀光文化節，並慶祝西螺大橋通車啟用60年周年慶。[6]

## 10月10日

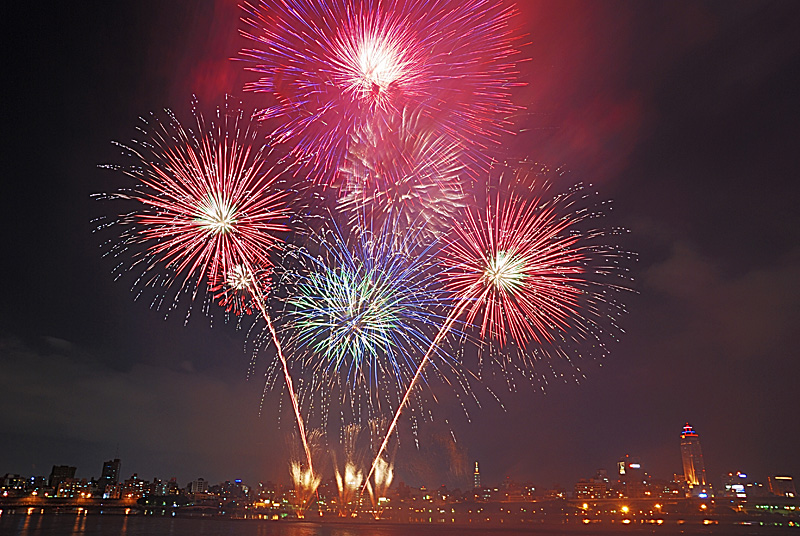
國慶煙火表演。

- 102年中華民國國慶國慶煙火吸引了50萬人潮，在晚間於新竹市南寮漁港外海施放，也是國慶煙火首度在海上施放高空煙火。[7][8]

## 10月11日
- 林書豪本人現身於其紀錄片「林書豪炫瘋」電影特映會。[9]

## 10月13日
- NBA2013年國際熱身賽第二場於臺北小巨蛋舉行，休斯頓火箭隊以107分比98分擊敗印第安那溜馬隊，其中林書豪在該場比賽得分為17分，並有4次助攻、3次抄截、1次火鍋之表現。[10]

## 10月15日
- 中華職棒24年球季例行賽最後一場比賽，該場由Lamigo桃猿隊對戰統一7-ELEVEn獅隊，並有歐陽妮妮為比賽開球。[11]
- 第8屆立法院針對行政院第25任院長江宜樺提出不信任案，表決結果為67票反對，45票贊成，案遭封殺。[12]

## 10月16日
- 在台灣市佔率約第三名，年營業額逾10億的「大統」品牌之食用油，長期添加色素銅葉綠素與棉籽油，致使其橄欖油產品中只含橄欖油6~10%，花生油裡不含任何花生成份，辣椒油裡不含任何辣椒成份……等，涉及刑法詐欺罪。事件爆發後，才撤銷17項GMP認證。衛福部涉嫌協助廠商隱瞞將近一年，直到東窗事發，衛福部卻表示是廠商不配合調查。[13]

## 10月19日
- 臺北市從10月19日至24日舉辦中華民國102年全國運動會，為期六天。[14]
- 中華職棒創始球團之一的兄弟象隊，因成立29年來累積虧損超過新臺幣10億元，宣布對外求售。[15]

## 10月24日
- 遠東油脂公司生產的乳瑪琳因標示棉子油，業者表示是標示錯誤長達57年，宣稱是國外配方，在台灣未使用。[16]
- 富味鄉負責人陳文南，承認在國內廿四項產品中添加了棉籽油，推翻其公司執行副總經理林秀蓉的說辭「所有使用棉籽油的產品全部外銷。」[17]

## 10月25日
- 第48屆金鐘獎於國父紀念館舉行，周渝民、苗可麗分別獲得戲劇節目男女主角獎項，男女配角則由李李仁、劉品言獲得；特殊貢獻獎則分別頒給鳳飛飛與盧碧雲。麥克風限時下降，得獎藝人或主持人必須彎腰或半蹲發言，引發批評。[18][19][20]
- 韓國電視節目「食物X檔案（朝鲜语：이영돈 PD의 먹거리 X파일）」播出對台灣鯛負面報導，影射台灣鯛養殖環境惡劣，暗指濫用抗生素，並強調魚塭距六輕很近。[21]

## 10月26日
- 荷蘭藝術家弗洛倫泰因·霍夫曼授權的黃色小鴨正式在桃園縣新屋鄉的桃園地景廣場藝術節亮相。[22]

## 10月28日
- 民進黨立委林淑芬爆料，台灣每年進口的黃豆，約9成是基因改造，農藥殘留只驗其中251種，嘉磷塞（Glyphosate）雖訂有殘留容許值卻未驗。[23]

## 10月29日
- 王品集團旗下的原燒餐廳的「美國菲力牛肉」，被驗出瘦肉精齊帕特羅（英语：zipaterol）（Zipaterol）。 [24]
- 士林地方法院一審宣判八里雙屍案兇嫌謝依涵被依強盜殺人等罪判處死刑，並褫奪公權終身。[25]

## 10月30日
- 統一獅隊於中華職棒總冠軍賽第四場以9比2擊敗義大犀牛隊，獲得2013年中華職棒冠軍殊榮，也是該隊成立以來第九個總冠軍；總冠軍賽MVP由高國慶獲得。[26]
- 第四代行動通訊（4G）執照競標結束，競標總金額達1,186.5億元，為底價359億元之3.2倍。結標後NCC公布得標企業，分別為中華電信（390.75億元）、遠傳電信（313.15億元）、台灣大哥大（290.1億元）、台灣之星移動電信（36.55億元）、亞太電信（63.15億元）、國碁電子（91.8億元）。[27]
- 連戰長女連惠心因出資成立的「菁茵荋公司」之保健食品含禁藥被台北地檢署傳訊，訊後檢方以違反藥事法諭令250萬元交保候傳。[28]

## 10月31日
- 行政院主計總處公布第3季GDP概估數，因9月出口不如預期，GDP面臨下修，保2有壓力。[29]
- 台灣時間晚間8點02分發生芮氏規模6.4的地震，震央位於花蓮縣萬榮鄉，最大震度高達7級。[30]
- 中信金控宣布併購台灣人壽與日本東京之星銀行，併購金額達422億元。[31]